# Freeman Harrison Owens
Pour les articles homonymes, voir Owens.
Freeman Harrison Owens (né le 20 juillet 1890 et mort le 9 décembre 1979) est un inventeur et réalisateur américain né à Pine Bluff dans l'Arkansas, fils unique de Charles H. Owens et Christabel Harrison. Il a été diplômé de la Pine Bluff High School mais partit rapidement pour travailler dans un petit cinéma local, comme projectionniste.
Owens construisit sa propre caméra 35 mm à l'âge de 16 ans. Il tourna ses premiers courts métrages grâce à cette dernière, comme le feu ayant pris dans la Chicago Union Stock Yards en décembre 1910. Il a d'ailleurs servi durant la Première Guerre mondiale comme photographe dans la photographie aérienne.
Il a également filmé le célèbre combat opposant Joe Stecher à Earl Caddock.
Son dernier tournage sera Love's Old Sweet Song en 1923, filmé grâce au procédé de Lee De Forest, le Phonofilm, avec Una Merkel.
En 1924, il brevètera son procédé Movietone chez la Twentieth Century Fox.
Freeman Harrison Owens mourut en 1979, à Pine Bluff.